# Parnassius stubbendorfi
Espèce
Parnassius stubbendorfi  est une espèce d'insectes lépidoptères de la famille des Papilionidae, de la sous-famille des Parnassiinae et du genre Parnassius.

## Dénomination
Parnassius stubbendorfi a été nommé par Édouard Ménétries en 1849.

### Sous-espèces
- Parnassius stubbendorfi stubbendorfi
- Parnassius stubbendorfi bodemeyeri Bryk, 1914
- Parnassius stubbendorfi doii Matsumura, 1928
- Parnassius stubbendorfi esakii Nakahara, 1926
- Parnassius stubbendorfi koreana Verity, 1907
- Parnassius stubbendorfi kosterini Kreuzberg & Pljushch, 1922
- Parnassius stubbendorfi standfussi Bryk, 1912
- Parnassius stubbendorfi typicus Bryk, 1914[1].

## Description
Parnassius  stubbendorfi est un papillon de taille moyenne, au corps velu comme celui de tous les papillons du genre Parnassius. Les ailes sont blanches veinées de gris et suffusées de gris dans la partie basale et près du bord costal des ailes antérieures.

### Chenille et chrysalide
La chenille est marron, poilue avec une ligne jaune de chaque côté du dos.

## Biologie

### Période de vol et hivernation
Il vole en une génération en mai juin et en juin juillet en altitude.

### Plantes hôtes
Les plantes hôtes de ses chenilles sont des Corydalis, Corydalis ambigua et Corydalis gigantea.

## Écologie et distribution
Parnassius stubbendorfi est présent en Asie, en Russie dans le centre et le sud de la Sibérie, en Mongolie, dans les Îles Kouriles, dans le nord de la Chine, le nord-ouest de la Corée et au Japon.

### Biotope
Parnassius stubbendorfi réside dans la taïga et dans la zone subalpine des montagnes, de 1 000 m à 2 000 m.

### Protection
Pas de statut de protection particulier.